# Port lotniczy Soesterberg
Port lotniczy Soesterberg (IATA: UTC, ICAO: EHSB) – wojskowa baza lotnicza znajdująca się w Soesterberg (Holandia).